# Catacomba dei Giordani
La catacomba dei Giordani è una catacomba di Roma, posta sul lato sinistro di via Salaria, sotto l'odierna villa Ada, nel moderno quartiere Parioli.

## Storia
In base ai ritrovamenti effettuati nel cimitero, si può datare la catacomba tra la seconda metà del III secolo e la prima metà del V secolo: sono infatti state scoperte iscrizioni che riportano le date estreme del 269 e del 436. Essa è intitolata dei Giordani dal nome della famiglia proprietaria del terreno in cui fu scavata.
La catacomba fu riportata alla luce nel 1720 dagli archeologici Marcantonio Boldetti e Giovanni Marangoni, ma fu inizialmente scambiata per quella di Trasone. Ancora nel 1873 l'archeologo Giovanni Battista de Rossi vi individuò il cimitero di Priscilla, mentre il gesuita Raffaele Garrucci ribadì l'attribuzione alla catacomba di Trasone. Queste ambiguità riguardo all'identificazione perdurarono fino agli scavi condotti nel 1966 dalla Pontificia Commissione di Archeologia Sacra, che hanno permesso di identificarla con la catacomba dei Giordani, grazie soprattutto alla scoperta della tomba del martire Alessandro che molteplici fonti storiche indicavano in coemeterio Iordanorum.

## I Martiri
Le fonti antiche attestano la presenza nel cimitero ipogeo delle tombe dei martiri Marziale, Vitale e Alessandro (che la tradizione ritiene siano tre dei sette figli di santa Felicita). La Depositio Martyrum, la più antica tra queste fonti, attesta la loro sepoltura sulla via Salaria il 10 luglio. Il Martyrologium Hieronymianum aggiunge, alla data del 31 dicembre, la sepoltura nel cimitero dei Giordani di un gruppo di sette vergini: Donata, Paolina, Rogata, Dominanda, Serotina, Saturnina e Ilaria. Infine la Notitia ecclesiarum urbis Romae riferisce che nel sopraterra esisteva una basilica intitolata ai martiri Marziale e Vitale: oggi di questo edificio, ancora visibile ad Antonio Bosio alla fine del XVI secolo, non resta più niente. L'unica conferma archeologica di questi dati riscontrabili nelle fonti letterarie è, come già accennato, la tomba del martire Alessandro.

## Topografia e descrizione
La catacomba è giunta a noi in non perfette condizioni, visitata in passato da corpisantari, ricercatori di reliquie e tombaroli. Essa si dispone su più livelli, fino ad un massimo di cinque.
Negli anni sessanta del XX secolo fu scoperta la cripta del martire Alessandro. La conferma di questa identificazione viene dall'aver scoperto in loco e rimesso assieme frammenti di tre lastre marmoree dedicate al santo, risalenti a epoche diverse. La prima è quella che papa Damaso I dedicò al martire (IV secolo), scolpita dal suo collaboratore Furio Dionisio Filocalo: questa lastra andò distrutta con l'assedio dei Goti del 537-538. Subito dopo papa Vigilio ne fece scolpire una seconda in sostituzione di quella damasiana: i frammenti dell'ultimo rigo riportano chiaramente il nome di Alessandro. Infine la terza epigrafe è un voto fatto da un tale Marcello (V secolo), con la dedica al nostro martire.
Oltre al cubicolo del martire Alessandro, nella catacomba merita menzione il cubicolo dell'Esodo, interamente ricoperto di affreschi risalenti al IV secolo, in particolare nella volta con episodi, rari nelle catacombe, tratti dal libro veterotestamentario che dà il nome all'ambiente.